# Liste de minéraux (lettre W)
Pour un article plus général, voir Liste de minéraux
- Wadalite
- Wadeite
- Wadsleyite
- Wagnerite
- Waïrakite
- Waïrauite
- Wakabayashilite [(As,Sb)6S9][As4S5]
- Wakefieldite-(Ce)
- Wakefieldite-(Y)
- Walentaïte
- Walfordite
- Wallisite
- Wallkilldellite
- Wallkilldellite-(Fe)
- Walpurgite
- Walstromite
- Walthierite
- Wardite H8Al3NaO14P2
- Wardsmithite
- Warikahnite
- Warwickite
- Watanabeite
- Watatsumiite
- Watkinsonite
- Wattersite
- Wattevillite
- Wavellite
- Wawayandaïte
- Waylandite
- Weberite
- Weddellite
- Weeksite
- Wegscheiderite
- Weibullite
- Weilite
- Weinebeneite
- Weishanite
- Weissbergite, sulfosel. Découvert en 1977 à Elko, Eureka (Nevada).
- Weissite
- Welinite
- Wellsite
- Wéloganite
- Welshite
- Wendwilsonite
- Wenkite
- Werdingite
- Wermlandite
- Wesselsite
- Westerveldite
- Wheatleyite
- Wherryite
- Whewellite
- Whiteite-(CaFeMg)
- Whiteite-(CaMnMg)
- Whiteite-(MnFeMg)
- Whitlockite
- Whitmoréite
- Wickenburgite
- Wickmanite
- Wicksite
- Widenmannite
- Widgiemoolthalite
- Wightmanite
- Wilcoxite
- Wilhelmkleinite
- Wilhelmvierlingite
- Wilkinsonite
- Wilkmanite
- Willémite
- Willemseite
- Willhendersonite
- Willyamite, cobaltite ; découverte en 1893 à Broken Hill (Nouvelle-Galles du Sud, Australie)
- Wiluite
- Winchite
- Winstanleyite
- Wiserite
- Withérite
- Wittichenite
- Wittite
- Wodginite, utilisation comme minerai de tantale.
- Wöhlerite
- Wolfeite
- Wolframite
- Wollastonite
- Wölsendorfite
- Wonesite
- Woodallite
- Woodhouséite
- Woodruffite
- Woodwardite
- Wooldridgeite
- Wroewolfeite, sulfate, couleur bleu.
- Wulfénite
- Wülfingite
- Wupatkiite
- Wurtzite
- Wustite
- Wyartite
- Wycheproofite
- Wyllieite